# Vilslev
Vilslev is een plaats in de Deense regio Zuid-Denemarken, gemeente Esbjerg, en telt 294 inwoners (2007).